# Swans Gmunden
Le Allianz Swans Gmunden est un club autrichien de basket-ball appartenant à la A Bundesliga, soit le plus haut niveau du championnat autrichien. Le club est basé dans la ville de Gmunden.

## Noms successifs
- Depuis 2005 : Allianz Swans Gmunden

## Palmarès
- Champion d'Autriche : 2005, 2006, 2007, 2010, 2021
- Vainqueur de la Coupe d'Autriche : 2003, 2004, 2008, 2010, 2011, 2012
- Vainqueur de la Supercoupe d'Autriche : 2004, 2005, 2006, 2007, 2008, 2010, 2011

## Entraîneurs successifs
- 1982-1984 :  Witold Zagórski
- 2002-2009 : / Bob Gonnen
- 2009-2012 :  Mathias Fischer

## Effectif actuel
- Ian Boylan
- Andreas Helmigk
- Peter Hütter
- Johannes Kienesberger
- Matthias Mayer
- De'Teri Mayes
- Enis Murati
- Florian Schöninger
- Kristijan Splajt
- Thomas Stelzer
- Bojan Barjaktarevic
- Blake Hamilton